# 박필주
박필주는 대한민국의 드라마 작가이다. 

## 극본

### 드라마
- 2014년  KBS2 드라마스페셜 2014 《괴물(怪物)》(집필)
- 2014년  KBS2 월화미니시리즈 《내일도 칸타빌레》(공동집필)
- 2015년  KBS2 주말연속극 《파랑새의 집》(5회 ~ 50회 집필)
- 2016년 ~ 2017년  KBS2 저녁 일일연속극 《다시, 첫사랑》(집필)
- 2018년  KBS2 주말연속극 《같이 살래요》(집필)
- 2022년  KBS2 월화드라마 《붉은 단심》(집필)